# Saint-Julien-la-Geneste
 Saint-Julien-la-Geneste  là một xã ở tỉnh Puy-de-Dôme trong vùng Auvergne-Rhône-Alpes, Pháp. Xã này có diện tích 11,97 km², dân số năm 2006 là 145 người. Khu vực này có độ cao trung bình 700 mét trên mực nước biển.